# 块根糙苏
块根糙苏（学名：Phlomoides tuberosa）为唇形科糙苏属下的一个种。其种加词“tuberosa”意为“块根的”。